# Netherton, Kirklees
Netherton är en by i Kirklees i West Yorkshire i England. Byn är belägen 26,8 km 
från Leeds. Orten har 3 628 invånare (2016).